# Rhabdomastix ussurica
Rhabdomastix ussurica är en tvåvingeart som beskrevs av Alexander 1934. Rhabdomastix ussurica ingår i släktet Rhabdomastix och familjen småharkrankar. Inga underarter finns listade i Catalogue of Life.